# Butteaux
Butteaux es una localidad y comuna francesa situada en la región de Borgoña, departamento de Yonne, en el distrito de Avallon y cantón de Flogny-la-Chapelle.

## Demografía
| 403 | 488 | 473 | 515 | 480 | 462 | 513 | 474 | 446 | 440 | 446 | 446 | 422 | 395 | 381 | 357 | 318 | 315 | 313 | 309 | 265 | 248 | 263 | 245 | 250 | 261 | 245 | 216 | 239 | 221 | 257 | 259 | 265 |
| Para los censos de 1962 a 1999 la población legal corresponde a la población sin duplicidades (Fuente: INSEE [Consultar]) |     |     |     |     |     |     |     |     |     |     |     |     |     |     |     |     |     |     |     |     |     |     |     |     |     |     |     |     |     |     |     |     |